# Советская улица (Гомель)
Сове́тская улица (белор. Савецкая вуліца) — одна из главных улиц города Гомеля. Пересекает Центральный район и Железнодорожный район. Начинается от площади Ленина, заканчивается у городской черты в районе посёлка Красный Октябрь. В последний раз улица была переименована в советские времена, откуда и возникло соответствующее название улицы (названия «Советская» присваивались улицам во многих городах Советского Союза).

## История улицы
В начале XIX столетия была принята новая планировочная система Гомеля. Согласно ей Гомель должен был развиваться вокруг трёх основных улиц, одной из которых была Пробойная (первоначальное название Советской улицы). Такое название улица получила в связи с тем, что образовываясь в центре Гомеля, она пересекала («пробивала») весь город, и плавно перетекала в дорогу на Могилев.
В 1861 году улица была переименована в Румянцевскую, в честь бывших владельцев Гомеля.
В 1880 году в начале улицы было сооружено здание Городской думы.
В начале XX века в начале Советской улицы также находились Русско-Азиатский банк, Виленский коммерческий банк и некоторые прочие коммерческо-административные здания.
После Октябрьской революции (6 мая 1919 года) улица была переименована в Советскую.
Во время Великой Отечественной войны застройка улицы сильно пострадала, но уже к 1950-м годам улица начинает застраиваться 4—5-этажными жилыми домами. В 1970-х годах начинается застройка улицы 9—14-этажными жилыми домами (преимущественно в северной части улицы).
На 2024 год улица является одной из главных транспортных артерий города. Застройка улицы ведётся точечным методом, либо застройка на месте сносимых 1—2-этажных частных домов (22-й микрорайон).

## Пересекает улицы
- Трудовую,
- Билецкого,
- Ланге,
- Коммунаров,
- Крестьянскую,
- Ирининскую,
- Жарковского,
- Комсомольскую
- проспект Победы
- Книжную,
- Тельмана,
- Рогачёвскую,
- Хатаевича,
- Телегина,
- Университетскую,
- Крылова,
- Ландышева,
- Головацкого,
- Кожара,
- 50 лет БССР,
- Федосеенко,
- Дынды,
- Тимофеенко,
- Малайчука,
- Шилова,
- Кирова
- Чонгарской Дивизии,
- Тролейбусную,
- Ефремова,
- Федюнинского.

## Исторические названия
- Пробойная (до 1861 года)[4]
- Румянцевская[4]

## Главные объекты
На улице расположены следующие объекты:
- Кондитерская фабрика «Спартак»
- Завод «Электроаппаратура»
- ГУ «Гомельская областная филармония»
- Библиотека имени Герцена
- Фабрика Полеспечать
- Универмаг «Гомель»
- «Старый универмаг»
- Гомельский государственный университет имени Франциска Скорины
- Гостиница «Турист»
- Цирк
- Городской исполнительный комитет
- Отделения связи № 19 и № 48
- Колледж искусств имени Н. Ф. Соколовского
- Техникум железнодорожного транспорта
- СШ № 26, № 34
- Библиотека имени Я. Купалы (6-я городская)
- ГУ Гомельские городские оркестры
- Главное управление Национального банка Республики Беларусь, филиал по Гомельской области (Здание Русско-Азиатского банка)